# Erlend Tjøtta Vie
Erlend Tjøtta Vie (29 novembre 1991) è un giocatore di calcio a 5 e calciatore norvegese, pivot dell'Utleira e della Nazionale norvegese e centrocampista del Lokomotiv Oslo.

## Carriera
Tjøtta Vie ha cominciato la carriera con la maglia dell'Hinna. Nel 2013 è passato all'NTNUI, squadra di calcio della Università norvegese di scienza e tecnologia (NTNU), università norvegese. Si è alternato tra Hinna e NTNUI fino al 2015, compatibilmente ai suoi studi.
A partire dalla Eliteserien 2013-2014, Tjøtta Vie ha giocato per il Nidaros. In Norvegia, infatti, i campionati di calcio a 5 iniziano al termine delle stagioni calcistiche, rendendo compatibili entrambe le attività.
Sul finire del 2015 è passato all'Utleira, in 1. divisjon. Terminata la stagione di futsal, in data 22 marzo 2016 è stato ingaggiato dallo Strindheim, in 2. divisjon. Ha debuttato in squadra l'11 giugno successivo, trovando anche una rete nel 3-1 inflitto al Byåsen.
Ha continuato a giocare per l'Utleira, con cui ha conquistato la promozione in Eliteserien al termine della stagione 2016-2017. Per quanto concerne l'attività calcistica, nel 2017 è passato al Lokomotiv Oslo.
Il 15 novembre 2017 è stato convocato dal commissario tecnico della Norvegia Sergio Gargelli per la Nordic Futsal Cup. Ha esordito in Nazionale nel corso della manifestazione.